# Acid nitratoauric
Acid nitratoauric, hydro tetranitratoaurat, hay được gọi đơn giản là vàng(III) nitrat là một hợp chất vô cơ của vàng kết tinh tạo thành dạng trihydrat, HAu(NO3)4·3H2O hoặc đúng hơn là H5O2Au(NO3)4·H2O. Hợp chất này là chất trung gian trong quá trình chiết xuất vàng.

## Điều chế và phản ứng
Acid nitratoauric được điều chế bằng phản ứng của vàng(III) hydroxide và acid nitric đặc ở 100 °C:
Au(OH)3 + HNO3 → HAu(NO3)4 + H2O
Hợp chất này phản ứng với kali nitrat để tạo thành kali tetranitratoaurat ở 0 °C:
HAu(NO3)4 + KNO3 → KAu(NO3)4 + HNO3

## Tính chất
Acid nitratoauric trihydrat phân hủy thành dạng monohydrat ở 72 °C. Nếu liên tục được đun nóng đến 203 °C, nó bị phân hủy thành vàng(III) oxide.